# Verwaltungsgemeinschaft Grafenwiesen
Die Verwaltungsgemeinschaft Grafenwiesen im Oberpfälzer Landkreis Cham wurde im Zuge der Gemeindegebietsreform am 1. Mai 1978 gegründet und zum 1. Januar 1994 aufgelöst.
Ihr gehörten die Gemeinden Grafenwiesen und Rimbach an. Die Gemeinde Hohenwarth war auf ihren Antrag bereits zum 1. Januar 1980 aus der Verwaltungsgemeinschaft entlassen worden.
Sitz der Verwaltungsgemeinschaft war Grafenwiesen.